# Các ca tử vong ở bệnh viện Gorakhpur
Các ca tử vong ở bệnh viện Gorakhpur xảy ra vào giữa tháng 8 năm 2017, khi hơn 70 trẻ em tại trường Cao đẳng Y Baba Raghav Das thuộc nhà nước ở Gorakhpur, Uttar Pradesh tử vong, được cho là do thiếu cung cấp oxy cho phường. Cung cấp oxy cho bệnh viện do nhà cung cấp của nó cắt giảm do thiếu sự hoàn thành của các quỹ.

## Sự kiện
Nhà cung cấp oxy cho trường cao đẳng y tế Baba Raghav Das ngừng cung cấp oxy do khoản nợ chưa thanh toán là 50.000 đô la Mỹ. Bắt đầu từ ngày 10 tháng 8 năm 2017, 30 em bé đã chết trong vòng 48 giờ đầu tiên: 17 đứa trẻ ở khoa tân khoa, 5 người trong hội chứng viêm não cấp và 8 em trong khoa tổng quát. Hiệu trưởng của bệnh viện đã bị Chính phủ Uttar Pradesh tạm đình chỉ vào ngày 12 tháng 8 năm 2017 vì "hành vi không cẩn trọng".
Văn phòng Thủ tướng Ấn Độ Narendra Modi cho biết họ đang "theo dõi" tình hình với Bộ trưởng Bộ Y tế Anupriya Patel và Bộ trưởng Y tế Liên minh. Siddharth Nath Singh, Bộ trưởng Y tế Uttar Pradesh, đã phủ nhận việc thiếu oxy là nguyên nhân gây tử vong. Thủ tướng Uttar Pradesh, Yogi Adityanath đã ra lệnh điều tra vụ việc, hứa hẹn "không để cho bất cứ ai bị buộc tội". Ông đã đến bệnh viện vào ngày 13 tháng 8 năm 2017 sau khi áp lực của công chúng. 
Quốc hội Ấn Độ (INC) đã yêu cầu một cuộc điều tra riêng biệt do Tòa án Tối cao Ấn Độ giám sát. Luật sư và INC chính trị gia Jaiveer Shergill đã nói: "Bộ trưởng Bộ Y tế, hiệu trưởng trường Baba Raghav Das Medical College, đều chịu trách nhiệm về cái chết của chính quyền Uttar Pradesh. Họ đang tiến hành điều tra.